# برلمان الشباب العراقي
برلمان الشباب العراقي هو منظمة حكومية عراقية أسست عام 2008 من قبل وزارة الشباب والرياضة العراقية يتكون من قبل 275 عضو ومن المفترض ان يضع نظام داخلي له وآلية لانتخاب الاعضاء الا إنه لم يعقد جلسته حتى عام 2015 حيث عقد جلسته في مقر البرلمان العراقي برئاسة مرتضى الملا جواد وبحضور رئيس مجلس النواب العراقي سليم الجبوري وممثل الامين العام للامم المتحدة جورجي بوستن ووزير الشباب والرياضة عبد الحسين عبطان والتي اقر فيها نظامه الداخلي التي رفع فيها توصية إلى مجلس النواب العراقي يطلب فيها اقرار قانون برلمان الشباب.

## الرؤية
- شاب يطمح لعرض خطط لمشاريع تخص الشباب بدعم خاص من المهتمين بشؤون الشباب.

- خلق بيئه شبابية وزرع روح المدنية والوطنية في ربوع الشباب العراقي واندماجه مع المجتمع العالمي.

## مقررات أساسية
قررت الهيئة العليا المشرفة على تأسيس برلمان الشباب في العراق في الجلسة الثانية المنعقدة برئاسة السيد رئيس الهيئة معالي المهندس جاسم محمد جعفر وزير الشباب والرياضة بتاريخ 23/10/2008 مناقشة وإقرار هذه الوثيقة، وتم اتخاذ التوصيات والمقررات التالية:
1. عرض الوثيقة الأساسية على مجموعة من القانونيين لتأطيرها ضمن القوانين العراقية والدستور العراقي .
2. المصادقة على تأسيس لجنة تنفيذية برئاسة السيد وكيل الوزارة لشؤون الشباب للبدء بالخطوات الإجرائية لتأسيس برلمان الشباب في العراق.
3. إقرار الحد الأدنى للسن القانوني لعضوية برلمان الشباب بـ (15) سنة والحد الأعلى بـ (29) سنة (مشمول).
4. اعتماد الحصص البرلمانية للفئات الشبابية الممثلة في برلمان الشباب وفق النسب أدناه (مع الأخذ بنظر الاعتبار شرط العمر)، وتقوم اللجنة التنفيذية بانتقاء ممثليها في البرلمان الانتقالي وفق ضوابط ومعايير اللجنة المشرفة العليا :ـ

20 % من طلبة المدارس الإعدادية، ينتقون في المرحلة الانتقالية بالتنسيق مع مديريات التربية في المحافظات.
40 % من طلبة الكليات والمعاهد، ينتقون في المرحلة الانتقالية بالتنسيق مع الجامعات والمعاهد العراقية في كافة المحافظات.
10 % من منظمات المجتمع المدني، ينتقون بالتنسيق مع وزارة الدولة لشؤون المجتمع المدني.
5 % من الرياضيين تنتقيهم اللجنة التنفيذية.
5 % عن طريق الاتحادات الطلابية والشبابية الفاعلة.
10 % عن طريق لجان الشباب والرياضة في مجالس المحافظات والاقضية.
10 % عن طريق اللجان الشبابية الاستشارية في منتديات الشباب.
1. يكون عدد أعضاء برلمان شباب المحافظة نصف عدد مجلس المحافظة المنصوص في قانون انتخابات مجالس المحافظات، ومجموع أعضاء برلمانات المحافظات يمثلون برلمان شباب العراق.
2. الموافقة على المرحلة الانتقالية لبرلمان الشباب ولمدة عام واحد لإنجاز المهام والواجبات المحددة لأعضائه ووفق الآليات المقترحة في الوثيقة الأساسية، ويجوز لهيئته العامة تمديدها للأسباب الداعية لذلك، لحين التحضير لبرلمان الشباب المنتخب.

ثانيا : الإطار التنفيذي لبرلمان الشباب في العراق :
استمرت عملية التثقيف على برلمان الشباب في العراق لأكثر من عامين، وكانت تحت إشراف مباشر من قبل السيد وزير الشباب والرياضة، الذي أوعز بعدها بتشكيل ثلاث لجان للبدء بالخطوات الإجرائية لتأسيسه، وهذه اللجان هي :
1. الهيئة العليا لتأسيس برلمان الشباب في العراق.
2. لجنة إعداد آليات تأسيس البرلمان.
3. اللجنة التنفيذية.

وقد صممت هذه اللجان، ومهامها، وصلاحياتها، لضمان الوصول لصيغة مثالية يمكن من خلالها تأسيس برلمان شبابي قادر على تحقيق الأهداف المرسومة له، ويتمتع بقدر كبير من المصداقية، والرصانة، المبنية على الأسس الديمقراطية الذي يقوم عليها البرلمان، والشفافية في آلياته، وتكافؤ الفرص القائم عليه.
برلمان الشباب الانتقالي :
لإنجاح ممارسة أولية لبرلمان الشباب في العراق، ولضمان مشاركة الشباب في إعداد النظام الانتخابي ومسودة النظام الداخلي لبرلمان الشباب الدائم وفق ما ورد أعلاه، فانه سيصار إلى تشكيل برلمان شباب انتقالي لمدة عام فقط، تكون تلك المهمتين في سلم أولوياته، لا يعتمد آليات الانتخاب كما هو مرسوم لهذا البرلمان، وإنما ستمنح الفرصة لكل الشباب بالترشيح، ويتم انتقاء أعضاء البرلمان الانتقالي من قبل اللجنة التنفيذية من بين المرشحين، ضمن ضوابط واليات تضعها هذه اللجنة، لاختيار أعضاء على درجة عالية من التميز والكفاءة، يخضعون لتدريب مستمر، للإعداد والتحضير للبرلمان الدائم، ولتحقيق ممارسة مثالية يمكن الاستدلال بها من قبل برلمان الشباب المنتخب.
الآن هو في دورة الثانية وعدد الأعضاء فيه 350 عضو.
ابوالقاســــم الزهــــــيري
عضو برلمان الشباب العراقي